# Kościół San Pietro Martire w Weronie
Kościół San Pietro Martire w Weronie (pol. kościół św. Piotra Męczennika w Weronie, popularnie zwany San Giorgetto – były rzymskokatolicki kościół w Weronie, w diecezji Werony. Jeden z ważnych przykładów XIV-wiecznej architektury gotyckiej zabytek miasta, zachowujący w dużej mierze oryginalny styl epoki. Zdesakralizowany w czasie konfiskat, jakie miały miejsce podczas okupacji napoleońskiej w 1807 roku przeszedł na własność gminy Werona, w której posiadaniu znajduje się do dziś. Jest jedną z głównych galerii fresków w Weronie.

## Historia
Kościół San Giorgetto (lub Świętego Piotra Męczennika) został zbudowany przez dominikanów pod koniec XIII wieku, kilka lat przed rozpoczęciem budowy pobliskiej bazyliki Sant’Anastasia; jego budowa na pewno trwała w roku 1283, kiedy w jego zewnętrzną ścianę wbudowano pomnik nagrobny Guinicello dei Principi. Około połowy XIV wieku kościół stał się czymś w rodzaju prywatnej kaplicy Krzyżaków pozostających na służbie na dworze księcia Cangrande II della Scala, mieszkającym w Palazzo dell’Aquila po drugiej stronie placu Sant’Anastasia. 24 kwietnia 1354, w święto Świętego Jerzego, patrona żołnierzy, którego kult Krzyżacy wyznawali, ustanowili oni wieczystą Eucharystię ku jego swego patrona w kościele pod jego wezwaniem i ozdobili ściany świątyni swoimi herbami oraz okolicznościowym napisem. W 1424 roku kościół został przekazany dominikanom i dedykowany Świętemu Piotrowi Męczennikowi. Mieszkańcy Werony przez kolejne stulecia nadal używali nazwy San Giorgetto. W 1897 roku, podczas okupacji Werony przez Napoleona, kościół został skonfiskowany i przekazany Gminie Werona, która wciąż pozostaje jego właścicielem.

## Architektura

### Wygląd zewnętrzny
Kościół jest konstrukcją z cegły, bez specjalnych ozdób, o ścianach rozczłonkowanych smukłymi lizenami i zwieńczonymi delikatnym, łukowym ornamentem. W gotyckiej fasadzie znajduje się zadaszony portal oraz wmurowany marmurowy pomnik nagrobny lekarza Bavarino de 'Crescenzi. W ścianie bocznej znajdują się nagrobki trzech innych szlachciców Werony: Guinicello dei Principi, Leonardo da Quinto i Bartolomeo Dussaini. Nad łukowym przejściem, prowadzącym do klasztoru dominikanów znajduje się urna z prochami Guglielmo da Castelbarco (zm. 1320).

### Wnętrze
Wnętrze kościoła jest jednonawowe, przekryte sklepieniem krzyżowym, bez apsydy. Jest obecnie jedną z głównych galerii XIV-wiecznych fresków w Weronie, obok tych z bazyliki San Zeno i Sant’Anastasia. Są to zespoły fresków z motywami roślinnymi, herby niemieckich rycerzy oraz sceny przedstawiające wyznawców kultu Świętego Jerzego i Matki Bożej. Na szczególną uwagę zasługują dwa malowidła: Madonna z Dzieciątkiem pędzla Bartolomeo Badile i XVI-wieczna alegoria Zwiastowania, autorstwa werońskiego malarza i architekta Giovanniego Marii Falconetto, znajdująca się w górnej części ściany wschodniej.

## Galeria

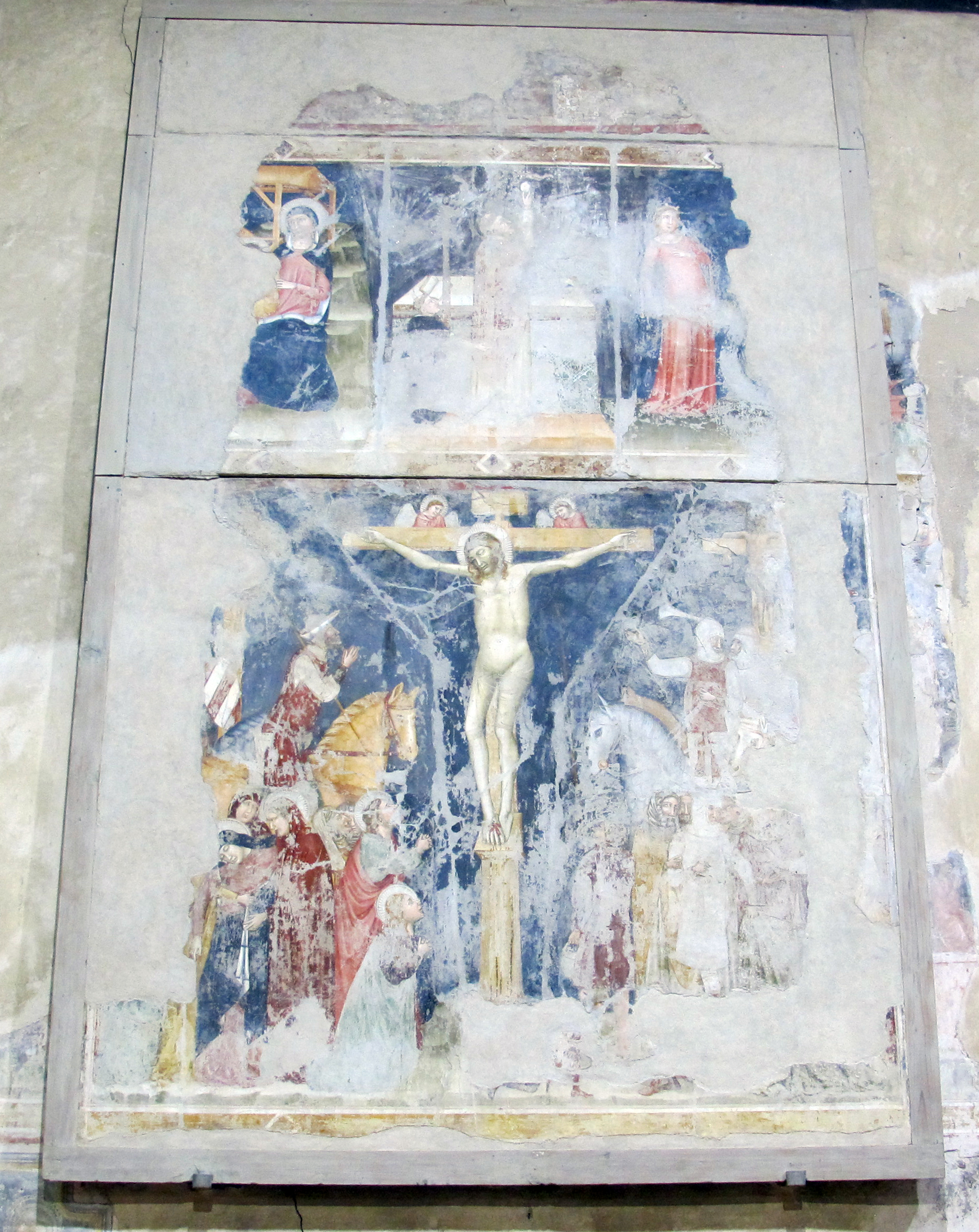
Primo maestro di San Giorgetto, Ukrzyżowanie, 1354
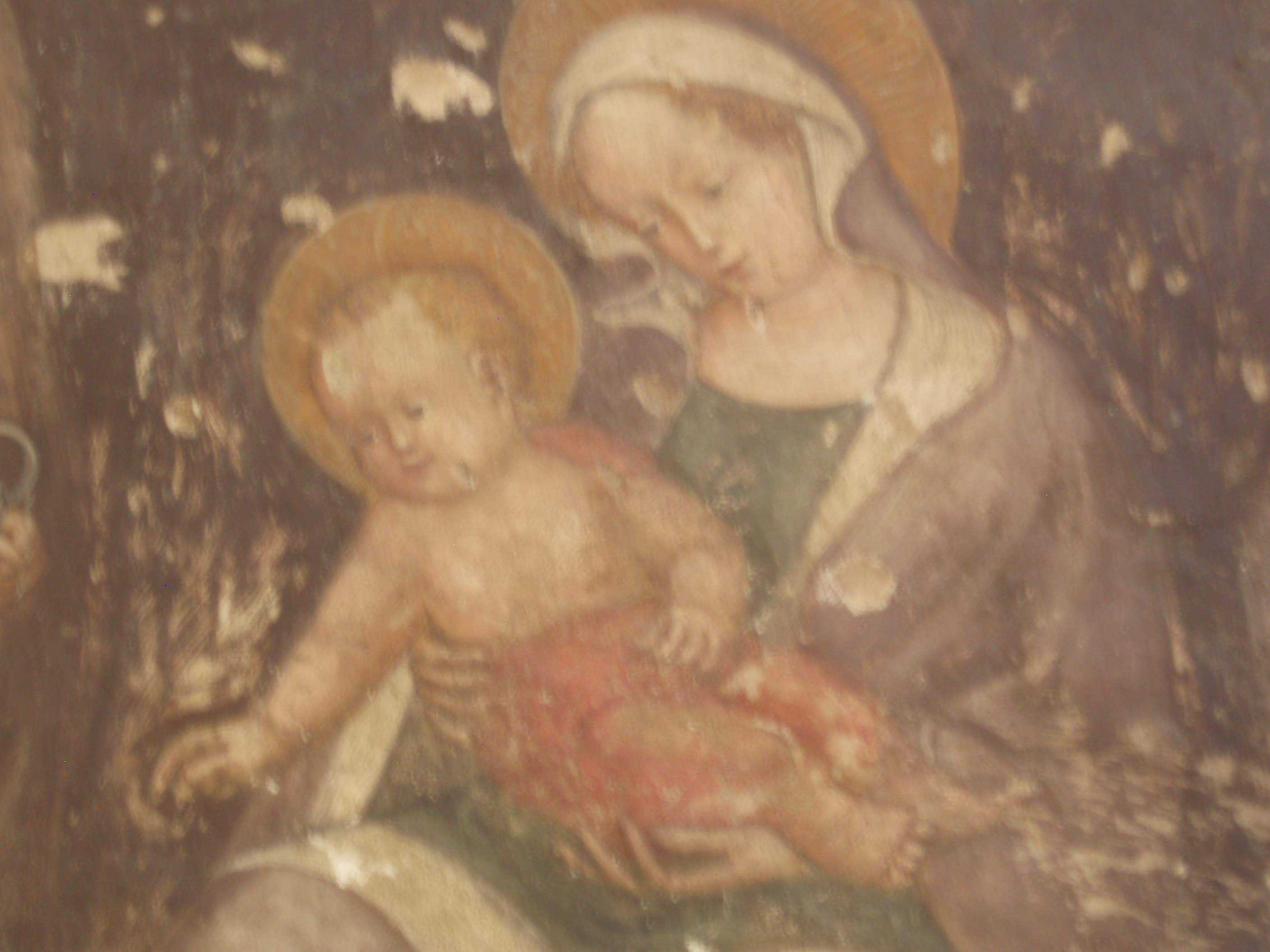
Bartolomeo Badile, Madonna z Dzieciątkiem, lata 70. XIV w.
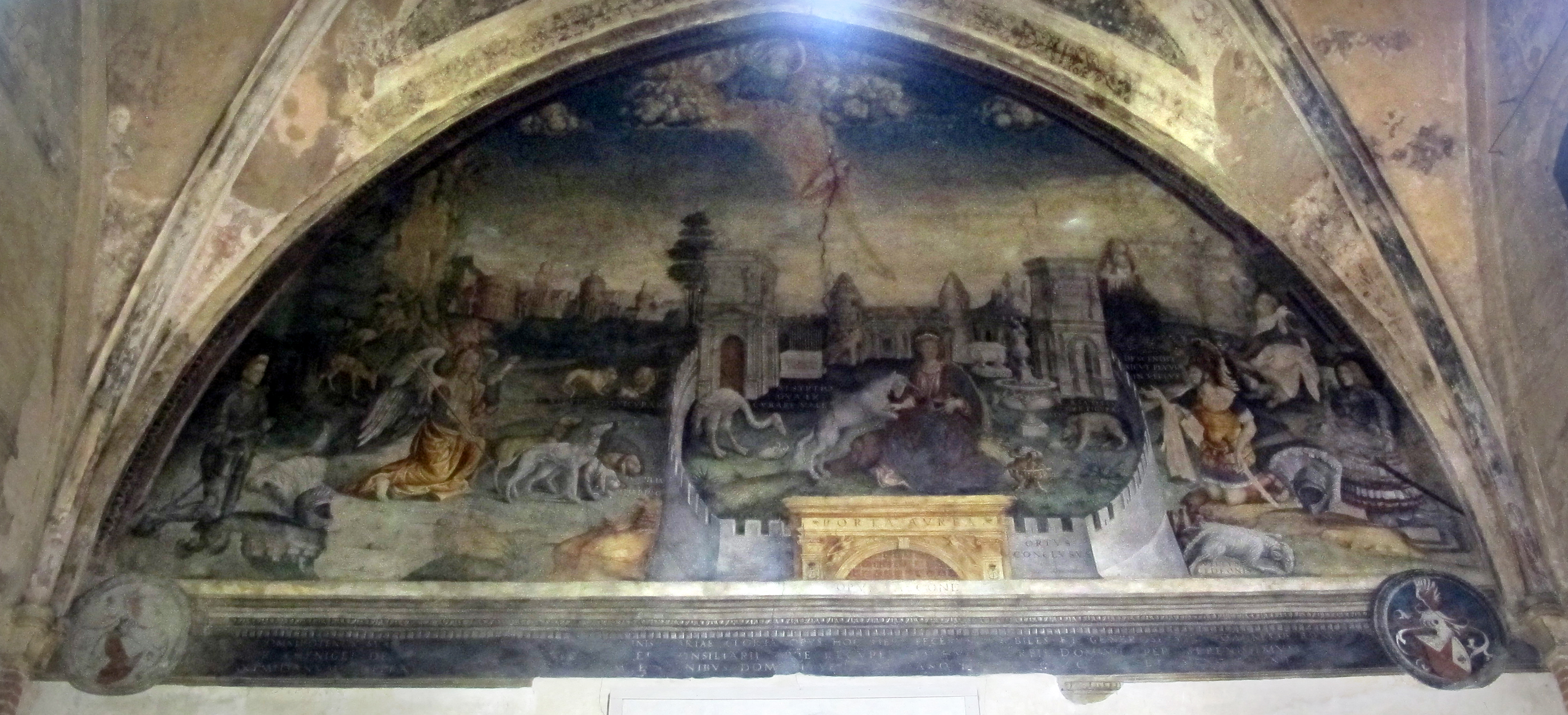
Giovanni Maria Falconetto, Zwiastowanie, 1514